# Kristiyan Malinov
Kristiyan Aleksandrov Malinov (en búlgaro: Кристиян Малинов, romanizado: Kristijan Malinov; Pétrich, provincia de Blagoevgrad, 30 de marzo de 1994) es un futbolista búlgaro que juega como mediocampista en el Debreceni V. S. C. de la Nemzeti Bajnokság I. Además, es internacional con la selección de Bulgaria.
Nació en Pétrich, se inició en las categorías inferiores de Belasitsa donde pasó tres años antes de ir a Pirin en 2001. En 2008 se unió al Litex Lovech, allí debutó como profesional en 2013. Hizo su debut en un equipo senior mientras estaba cedido en Dobrudzha en la temporada 2013-14, antes de entrar en el primer equipo del Litex durante la siguiente campaña. En junio de 2016 se incorporó al CSKA Sofia.
En 2015 jugó su primer partido internacional con la selección de Bulgaria, habiendo jugado anteriormente para la selección sub-21.

## Trayectoria

### Litex Lovech
Malinov se unió a las reservas de Litex Lovech cuando tenía catorce años después de jugar para el Belasitsa Petrich y Pirin en 2001. Promovido de las categorías juveniles del club e hizo su primera aparición en el equipo en noviembre de 2011. Iniciando en el banco en el partido del Grupo A contra el Lokomotiv Plovdiv.

### Dobrudzha
En julio de 2013, Malinov fue cedido al Dobrudzha Dobrich del Grupo B para la temporada 2013-14. Hizo su debut en la victoria en casa por 1-0 sobre el Akademik Svishtov el 3 de agosto de 2013. Dirigido por el ex delantero del Litex Svetoslav Todorov, Malinov tuvo un impacto inmediato, apareciendo en los 26 partidos de liga y marcando cuatro goles. Fue sustituido solo una vez durante toda la temporada en Segunda División.

### Regreso a Litex
Malinov regresó a Litex al final de la temporada. Hizo su debut en el primer partido de liga en la campaña 2014-15 contra el CSKA Sofia el 20 de julio de 2014, jugando los 90 minutos completos en el centro del campo. El 14 de septiembre, marcó su primer gol en la victoria en casa por 2-0 sobre Haskovo. El 29 de noviembre de 2014, Malinov abrió el marcador ante el Levski Sofia en el Estadio Georgi Asparuhov. Más tarde, en el partido, Litex perdió 2-1, pero Malinov convirtió el segundo gol de Litex, que fue anotado por Kiril Despodov para el empate 2-2.

### CSKA Sofia
En junio de 2016, Malinov y una gran parte del equipo de Litex se trasladaron al CSKA Sofia desde que el equipo tomó la licencia de Litex para la Primera Liga de Bulgaria. Durante cuatro temporadas disputó un total de 129 partidos con el club en todas las competiciones, en los que marcó 7 goles y registró 14 asistencias.

### OH Leuven
Malinov se unió al Oud-Heverlee Leuven el 19 de agosto de 2020 por una tarifa de 400 000 euros. El 22 de agosto, hizo su debut en la derrota en casa por 3-1 contra el Charleroi, jugando los 90 minutos completos.

## Selección nacional
El 7 de febrero de 2015, Malinov hizo su primera aparición con Bulgaria, en el empate 0-0 con Rumanía en un partido amistoso, siendo reemplazado en el minuto 63 por Stefan Velev. Consiguió su primer partido internacional el 8 de junio de 2015, en la derrota 0-4 contra Turquía en otro partido de exhibición, después de ingresar como suplente durante la segunda mitad.

## Estadísticas
| Club               | Temporada     | División           | Liga  | Liga  | Copa  | Copa  | Europa | Europa | Total | Total |
| Club               | Temporada     | División           | Part. | Goles | Part. | Goles | Part.  | Goles  | Part. | Goles |
| ------------------ | ------------- | ------------------ | ----- | ----- | ----- | ----- | ------ | ------ | ----- | ----- |
| Litex Lovech       | 2011-12       | Grupo A            | 0     | 0     | 0     | 0     | 0      | 0      | 0     | 0     |
| Litex Lovech       | 2012-13       | Grupo A            | 0     | 0     | 0     | 0     | –      | –      | 0     | 0     |
| Dobrudzha (cesión) | 2013-14       | Grupo B            | 26    | 4     | 4     | 0     | –      | –      | 30    | 4     |
| Litex Lovech       | 2014-15       | Grupo A            | 30    | 2     | 4     | 0     | 1      | 0      | 35    | 2     |
| Litex Lovech       | 2015-16       | Grupo A            | 14    | 2     | 3     | 1     | 2      | 0      | 19    | 3     |
| Litex Lovech       | Total         | Total              | 44    | 4     | 7     | 1     | 3      | 0      | 54    | 5     |
| Litex Lovech II    | 2015-16       | Grupo B            | 11    | 0     | –     | –     | –      | –      | 11    | 0     |
| CSKA Sofia II      | 2016-17       | Segunda Liga       | 9     | 1     | –     | –     | –      | –      | 9     | 1     |
| CSKA Sofía         | 2016-17       | Primera Liga       | 17    | 0     | 1     | 0     | –      | –      | 18    | 0     |
| CSKA Sofía         | 2017-18       | Primera Liga       | 29    | 3     | 3     | 0     | –      | –      | 32    | 3     |
| CSKA Sofía         | 2018-19       | Primera Liga       | 31    | 1     | 5     | 0     | 3      | 0      | 39    | 1     |
| CSKA Sofía         | 2019-20       | Primera Liga       | 27    | 2     | 6     | 0     | 6      | 1      | 39    | 3     |
| CSKA Sofía         | 2020-21       | Primera Liga       | 1     | 0     | 0     | 0     | 0      | 0      | 1     | 0     |
| CSKA Sofía         | Total         | Total              | 105   | 6     | 15    | 0     | 9      | 1      | 129   | 7     |
| OH Leuven          | 2020-21       | Jupiler Pro League | 5     | 0     | 0     | 0     | –      | –      | 5     | 0     |
| Total carrera      | Total carrera | Total carrera      | 200   | 15    | 26    | 1     | 12     | 1      | 238   | 17    |